# Ørnsø
Ørnsø är en sjö i Danmark.   Den ligger söder om Silkeborg i Region Mittjylland. Ørnsø ligger 19 meter över havet. Arean är 0,4 kvadratkilometer. 